# Circonscription de Kacha-Bira
La circonscription de Kacha-Bira est une des 121 circonscriptions législatives de l'État fédéré des nations, nationalités et peuples du Sud, elle se situe dans la zone Kembata Alaba et Tembaro. Son représentant de 2005 à 2009 est Berhane Antoniyos Hereno.